# 白沙镇 (石阡县)
白沙镇，是中华人民共和国贵州省铜仁市石阡县下辖的一个乡镇级行政单位。

## 行政区划
白沙镇下辖以下地区：
白沙村、大岩村、小岩村、花泥田村、谷米寨村、大堰村、化塘村、柿坪村、均坪村、袁家坡村、阡口村、赵家沟村、苏坪村、许家沟村、琵琶沟村、石坟坡村、岩山村、三塘村、桃子坪村、小葛坪村、笔架山村、石牛寨村和铁矿山村。

## 中国传统村落
2012年，马桑坪村、箱子坪村被评为首批“中国传统村落”。